# 笕桥老街站
笕桥老街站是杭州地铁4号线二期的一个站点，位于中华人民共和国浙江省杭州市上城区笕桥街道笕桥路与丁兰路交叉口西北侧，原横塘镇所在地，车站呈东西向布置，临近笕桥老街。车站南侧为历史保护街区，东侧毗邻笕桥中央航校旧址，2022年2月21日开通。

## 车站结构

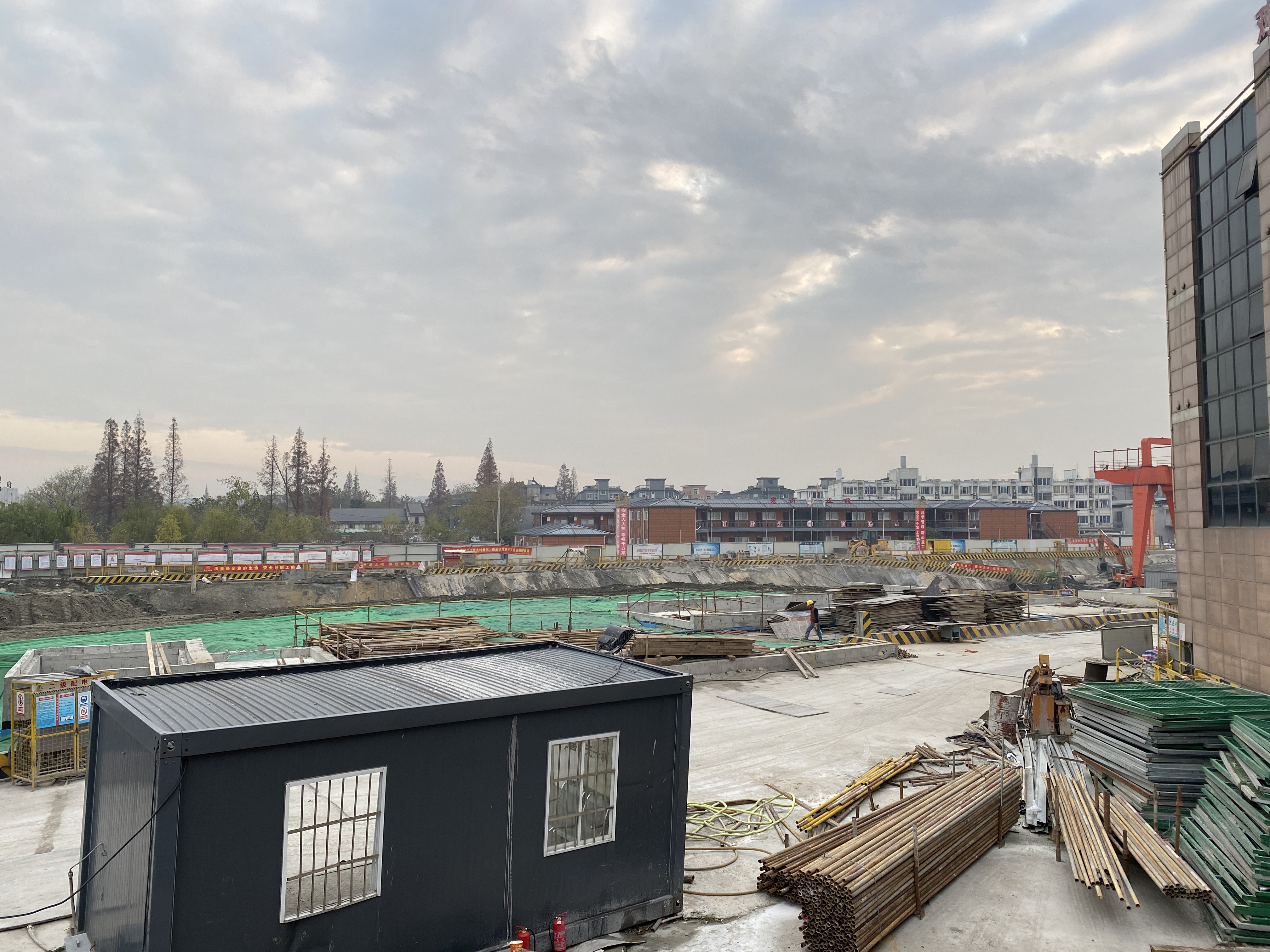
建设中的笕桥老街站、2020年

本站为地下两层双柱三跨箱型框架结构，底、中、顶板为梁板体系。车站共设 4 个出入口，2 组风亭。车站主体一般宽度 21.3m，盾构井段宽度为 25.4m，站台宽度 12.6m。车站小里程端双线接收，大里程端双线盾构始发。车站主体结构覆土一般段为 3m，底板埋深 16.5m，位于在 6-2 层淤泥质粉质粘土层，潜水水位在地面以下 2.6m 左右。主体结构采用明挖顺筑法施工，由于笕桥机场限高影响，采用放坡开挖，围护采用 800mm 厚地下连续墙，车站侧墙采用复合墙形式。结构采用外包防水，侧墙为复合墙。车站两端均为盾构区间，其中 4 号线小里程端提供盾构接收条件，大里程端提供盾构始发条件。

### 设计
笕桥老街站以中国航空史上的“814空战”为设计背景，以“飞鹰出击”为本站的主题。镂空的吊顶模拟出机翼的形式和空气动力学的流线造型，结合空战胜利后，飞机在空中盘旋滑出的V字形曲线，营造出一种流畅的曲线形态。
- 站厅
- 站厅墙壁上的飞机图绘
- 站台座位上的飞机图绘
- 大字壁

### 楼层分布
| 1层  | 地面               | 出入口                           |  |  |
| -1层 | 站厅               | 自动售票机、客服中心、车站控制室 |  |  |
| -2层 |                    | █ 4号线 往浦沿（黎明）           |  |  |
|      | 岛式站台，左侧开门 |                                  |  |  |
|      |                    | █ 4号线 往池华街（华中南路）     |  |  |

## 出入口

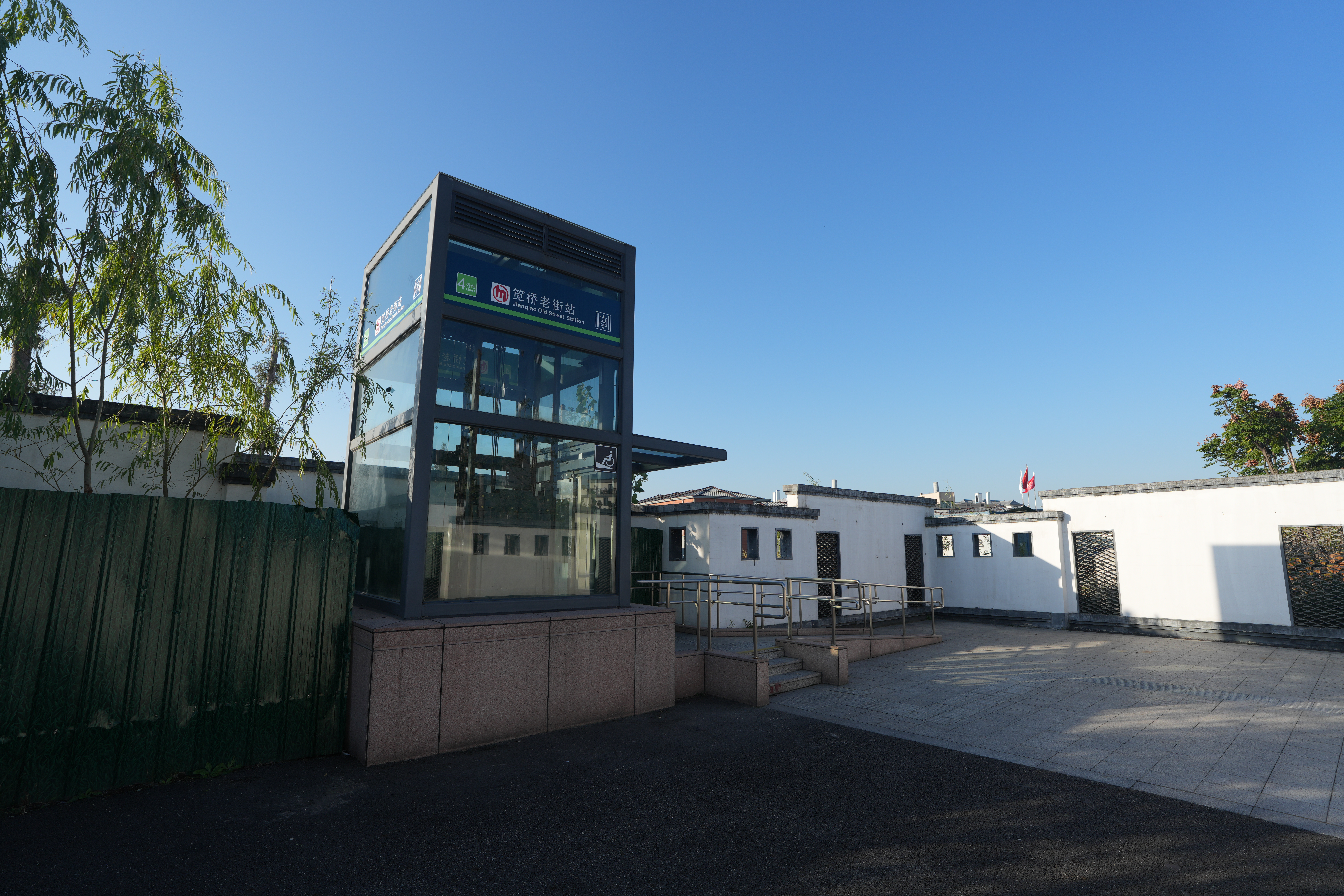
笕桥老街站垂直电梯，位于D出口背面

| 编号                                                        | 出口标识 | 建议前往的目的地 | 照片 |
| ----------------------------------------------------------- | -------- | ---------------- | ---- |
| 出EXIT A                                                    | 丁兰路   | 笕丁路           |      |
| 出EXIT B                                                    | 笕丁路   |                  |      |
| 出EXIT C                                                    | 笕石路   |                  |      |
| 出EXIT D                                                    | 丁兰路   | 笕桥路           |      |
| 註： 设有卫生间 \| 设有第三卫生间 \| 设有母婴室 \| 设有电梯 |          |                  |      |

## 接驳交通
- 杭州公交

D口：笕桥老街
- 杭州公共自行车

## 历史
- 2018年9月7日，车站开工。
- 2020年1月1日，车站主体结构封顶。
- 2022年2月21日，车站随4号线二期启用。